# Contratto d'amore
Contratto d'amore (How to Deal) è un film del 2003 diretto da Clare Kilner, con protagoniste Mandy Moore e Allison Janney.

## Colonna sonora
1. Billy S. – Skye Sweetnam
2. Do You Realize?? – The Flaming Lips
3. It's On the Rocks – The Donnas
4. Why Can't I? – Liz Phair
5. Wild World – Beth Orton
6. Not Myself – John Mayer
7. That's When I Love You – Aslyn
8. Thinking About Tomorrow – Beth Orton
9. Promise Ring – Tremolo
10. Take The Long Road And Walk It – The Music
11. Waves – Marjorie Fair
12. Surrender – Echo
13. Wild World – Cat Stevens

## Accoglienza
Il film ha incassato 14 308 132 dollari in tutto il mondo.